# Badak Lampung
Der Badak Lampung Football Club ist ein Fußballverein aus Bandar Lampung, Indonesien. Aktuell spielt der Verein in der zweithöchsten Liga des Landes, der Liga 2.
Der Verein wurde 1970 als Perseru Serui gegründet. Am 1. Mai 2019 wurde er in Badak Lampung FC umbenannt.

## Erfolge
- 2013 – Indonesia Premier Division – 2. Platz

## Stadion
Seit 2019 trägt der Verein seine Heimspiele im Sumpah Pemuda Stadium in Bandar Lampung aus. Das Stadion hat ein Fassungsvermögen von 35.000 Zuschauern. Eigentümer der Sportstätte ist das Special Capital Region of Lampung Government. Betrieben wird das Stadion von Badak Lampung.
Bis 2018 trug er Verein seine Heimspiele im 5000 Zuschauer fassenden Marora Stadium in Yapen aus.
Koordinaten:
- Marora Stadium: 1° 52′ 47″ N, 136° 13′ 40″ O
- Sumpah Pemuda Stadium: 5° 22′ 44″ N, 105° 16′ 46″ O

## Trainer seit 2010
| Name                    | Zeit bei Badak Lampung | Zeit bei Badak Lampung |
| Name                    | von                    | bis                    |
| ----------------------- | ---------------------- | ---------------------- |
| Mario Gomes De Oliviera | 1. Juli 2010           | 30. Juni 2011          |
| Hanafi                  | 1. April 2016          | 31. Dezember 2016      |
| Yusak Sutanto           | 1. Januar 2017         | 6. Juni 2017           |
| Agus Yuwono             | 8. Juni 2017           | 11. Januar 2018        |
| I Putu Gede Santoso     | 10. März 2018          | 24. September 2018     |
| Wanderley               | 28. September 2018     | 31. Dezember 2018      |
| I Putu Gede Santoso     | 25. Februar 2019       | 25. April 2019         |
| Jan Saragih             | 11. März 2019          | 28. Juli 2019          |
| Milan Petrović          | 30. Juli 2019          | 20. Januar 2020        |
| Rafa Berges             | 21. Januar 2020        | heute                  |

## Ausrüster
| Jahr | Ausrüster      |
| ---- | -------------- |
| 2012 | Veldome Sport  |
| 2015 | Injers         |
| 2017 | Junior Sport   |
| 2018 | Noij Sportwear |
| 2019 | Eigenmarke     |
| 2020 | MAR10 Apparel  |
| 2021 | Adhoc Apparel  |